# Pilar Galán
Pilar Galán Martí es periodista y presentadora de televisión, nacida en Alboraya, Valencia, en 1977.
Es Licenciada en Comunicación Audiovisual (2000) y en Periodismo (2006) por la Universidad Cardenal Herrera CEU de Valencia. También estudió idiomas (inglés y alemán) en la EOI de Valencia. 
Inició su carrera profesional en el campo de la realización. Entre 1999 y 2004 trabajó en diferentes empresas privadas y en RTVV realizando programas para la cadena pública valenciana como "Punt de Mira" (Canal 9), "L'Oratge" (Canal 9), "Una Música un Poble" (Punt 2), "En Línia" (Canal 9) y "La Naranja Metálica" (Canal 9).
En 2004 dio un giro a su trayectoria profesional iniciando su andadura como presentadora de informativos de RTVV. Durante casi tres años presentó "Metropolità" (Informativo provincial de Punt 2) y "Última Hora-Sords" (Informativo para personas oyentes y sordas). Durante los veranos de 2004, 2005 y 2006 presentó "A la Fresca", sección incluida en Notícies 9 dedicada al ocio, fiestas y la cultura durante el verano. Ante los buenos resultados de audiencia de la sección estival, en 2005 se consolida como sección fija pasando a llamarse "La Revista".
En diciembre de 2006 ficha por  Antena 3 donde presentó el informativo Antena 3 Noticias 1 junto a Roberto Arce. El informativo que ella presentaba junto a Roberto Arce se convirtió en líder indiscutible con una media de más de 3 millones y medios de espectadores, un share del 23,4%,superando al Telediario 1 presentado por Ana Blanco. 
Desde el 31 de agosto de 2009 hasta el 20 de septiembre de 2010 se encargó de la sección de deportes en la 1ªedición de Antena 3 Noticias, conducida por Roberto Arce y Mónica Carrillo.
Actualmente da clases en el centro de enseñanza IES Henri Matisse, en Paterna, Valencia. Exactamente imparte grados relacionados con audiovisuales.